# Mario Casas
Mario Casas Sierra (ur. 12 czerwca 1986 w A Coruñi) – hiszpański aktor, model i tancerz.

## Życiorys

### Wczesne lata
Urodził się w A Coruñi w Galicji jako najstarsze z pięciorga dzieci robotnika budowlanego i gospodyni. W 1994 roku wraz z rodziną przeprowadził się do Barcelony. Początkowo chciał zostać policjantem, strażakiem lub piłkarzem, w końcu postanowił zostać aktorem. Studiował w Escuela de Interpretación Cristina Rota. Potem w wieku siedemnastu lat przeniósł się do Madrytu.

### Kariera
Występował w kilku reklamach (Maggi, Boomer, Scalextric i Telepizza), a także w specjalnym programie Crónicas Marcianas, zanim otrzymał rolę Mikołaja "Nico" Castillo w telenoweli Televisión Española Obsesja (Obsesión, 2005-2006). Pojawił się także w jednym z odcinków serialu Telecinco Motivos personales (2005). Zadebiutował na dużym ekranie jako Moratalla w melodramacie Antonio Banderasa Letni deszcz (El Camino De Los Ingleses, 2006).
Po występie w telenoweli La Sexta SMS (Sin Miedo a Soñar, 2006–2007) jako Javier "Javi" Llorens, dołączył do obsady policyjnego serialu Antena 3 Paco i jego ludzie (Los Hombres de Paco, 2007-2010) w roli Aitora Carrasco. Zagrał w melodramacie Trzy metry nad niebem (Tres metros sobre el cielo, 2010) u boku Marii Valverde i sequelu Tylko ciebie chcę (2012). W 2011 zajął drugie miejsce w ogłoszonym przez hiszpański portal 20minutos.es rankingu „najseksowniejszych hiszpańskich aktorów”. W serialu Antena 3 Statek (El Barco, 2011–2013) wystąpił jako Ulises Garmendia.
Można go było zobaczyć potem w komedii Álexa de la Iglesiy Mi Gran Noche (2015) i dramacie Los 33 (2015), opartym na chilijskim wypadku górniczym, który miał miejsce w 2010 roku, z udziałem Antonio Banderasa, Rodrigo Santoro, Jamesa Brolina, Lou Diamonda Phillipsa i Juliette Binoche, gdzie zagrał górnika Álexa Vegę, który cierpi na chorobę nerek i nadciśnienie.

## Filmografia
| Rok  | Tytuł                                              | Rola                    | Reżyser                        |
| ---- | -------------------------------------------------- | ----------------------- | ------------------------------ |
| 2006 | Letni deszcz (El Camino De Los Ingleses)           | Moratalla               | Antonio Banderas               |
| 2009 | Fuga de cerebros                                   | Emilio Carbajosa Benito | Fernando González Molina       |
| 2009 | Seks, kłamstwa i narkotyki (Mentiras y gordas)     | Toni                    | Alfonso Albacete, David Menkes |
| 2010 | Carne de neon                                      | Ricky                   | Paco Cabezas                   |
| 2010 | Trzy metry nad niebem (Tres metros sobre el cielo) | Hache (H)               | Fernando González Molina       |
| 2012 | Tylko ciebie chcę (Tengo ganas de ti)              | Hache (H)               | Fernando González Molina       |
| 2012 | Operacja Expo (Grupo 7)                            | Ángel Lares Pacheco     | Alberto Rodríguez Librero      |
| 2013 | La mula                                            | Castro                  | Michael Radford                |
| 2013 | Ismael                                             | Félix                   | Marcelo Piñeyro                |
| 2013 | Wredne jędze (Las brujas de Zugarramurdi)          | Antonio "Tony"          | Álex de la Iglesia             |
| 2014 | Eden                                               | Felix                   | Shyam Madiraju                 |
| 2015 | Palmeras en la nieve                               | Killian                 | Fernando González Molina       |
| 2015 | Mi gran noche                                      | Adanne                  | Álex de la Iglesia             |
| 2015 | Los 33                                             | Alex Vega               | Patricia Riggen                |
| 2016 | Niewidzialny gość (Contratiempo)                   | Adrián Doria            | Oriol Paulo                    |

## Seriale TV
| Rok     | Tytuł                                    | Rola                  | Stacja    |
| ------- | ---------------------------------------- | --------------------- | --------- |
| 2005    | Motivos personales                       | Cameo                 | Telecinco |
| 2005–06 | Obsesja (Obsesión)                       | Nico                  | TVE       |
| 2006    | Kobieta (Mujeres)                        | Cameo                 | La 2      |
| 2006–07 | SMS                                      | Javier "Javi" Llorens | La Sexta  |
| 2007–10 | Paco i jego ludzie (Los hombres de Paco) | Aitor Carrasco        | Antena 3  |
| 2011–13 | Statek (El Barco)                        | Ulises Garmendia      | Antena 3  |

### Filmy krótkometrażowe
| Rok  | Tytuł                          | Rola   | Reżyser         |
| ---- | ------------------------------ | ------ | --------------- |
| 2007 | Sintonia diario Pop            | Iván   | Guillermo Mieza |
| 2009 | Paco                           | Paco 4 | Jorge Roelas    |
| 2010 | Łatwe pieniądze (Dinero fácil) | Jaime  | Carlos Montero  |
| 2010 | Strach (La wikipeli 2: Miedo)  | Sergio | Jaume Balagueró |

## Nagrody i nominacje
| Rok  | Nagroda                                                                        | Kategoria                            | Rezultat  | Film |  |
| ---- | ------------------------------------------------------------------------------ | ------------------------------------ | --------- | --- |  |
| 2009 | EñE del cine                                                                   | Najlepszy aktor w roli drugoplanowej | Wygrana   | jako Toni w filmie Seks, kłamstwa i narkotyki (Mentiras y gordas, 2009), reż. Alfonso Albacete i David Menkes |  |
| 2009 | EP3                                                                            | Najlepszy nowy aktor                 | Wygrana   | jako Toni w filmie Seks, kłamstwa i narkotyki (Mentiras y gordas, 2009), reż. Alfonso Albacete i David Menkes |  |
| 2009 | LesGaiCineMad Festival Awards                                                  | za występ                            | Wygrana   | jako Toni w filmie Seks, kłamstwa i narkotyki (Mentiras y gordas, 2009), reż. Alfonso Albacete i David Menkes |  |
| 2011 | Fotogramas de Plata Awards                                                     | Najlepszy aktor telewizyjny          | Nominacja | jako Ulises Garmendia w serialu Statek (El Barco, 2011)                                                       |  |
| 2011 | Micrófono de Oro                                                               | za występ                            | Wygrana   | jako Ulises Garmendia w serialu Statek (El Barco, 2011)                                                       |  |
| 2011 | Nagroda na Festival Internacional de Cortometrajes de Vila-real "Cineculpable" | Najlepszy aktor                      | Wygrana   | jako Jaime w filmie krótkometrażowym Łatwe pieniądze (Dinero fácil, 2010), reż. Carlos Montero                |  |